# Adam Walker (Schauspieler)
Adam Walker ist ein US-amerikanischer Schauspieler.

## Leben
Walker feierte 2011 sein Filmdebüt im Kurzfilm The World of Holly. 2012 folgte mit Gentleman’s Game eine weitere Besetzung in einem Kurzfilm. Von 2012 bis 2013 spielte er die Rolle des Ethan Perry in der Fernsehserie In Reverie. 2013 folgte eine Rolle im Katastrophenfilm Destruction: Las Vegas. Bis 2017 folgten Besetzungen in einem Kurzfilm, einem Spielfilm und einer Fernsehserie.

## Filmografie
- 2011: The World of Holly Woodlands (Kurzfilm)
- 2012: Gentleman’s Game (Kurzfilm)
- 2012–2013: In Reverie (Fernsehserie, 11 Episoden)
- 2013: Destruction: Las Vegas (Blast Vegas) (Fernsehfilm)
- 2015: Ui Culture (Kurzfilm)
- 2015: There Is Many Like Us
- 2017: The Rub (Fernsehserie)